# João Carlos Martins
João Carlos Gandra da Silva Martins ComIH OMC (São Paulo, 25 de junho de 1940) é um pianista e maestro brasileiro. Seu trabalho como pianista é reconhecido mundialmente, especialmente suas gravações das obras de Bach. É irmão do jurista Ives Gandra Martins e do pianista José Eduardo Martins.

## Biografia
Filho de um português, José, nascido em 1898 em Braga, falecido em 2000, aos 102 anos, que com 10 anos já trabalhava numa gráfica mas era fascinado pelo piano. No trabalho, uma prensa decepou-lhe o polegar e o sonho perdeu-se. Transferiu o sonho para os filhos, já rico e emigrado em São Paulo. Teve três filhos, Ives Gandra Martins advogado, professor, escritor e jurista, e José Eduardo Martins, também pianista.
João Carlos começou seus estudos ainda menino, no dia em que seu pai comprou um piano, com a professora Aida de Vuono. Aos oito anos, seu pai o inscreveu em um concurso para executar obras de Bach, vencendo-o. Começou a estudar no Liceu Pasteur e, com 11 anos, já estudava piano por seis horas diárias. Teve, no Liceu, aula com o maior professor de piano da época—um russo radicado no Brasil, chamado José Kliass, e venceu então o concurso da Sociedade Brito de São Petersburgo.
Seus primeiros concertos trouxeram a atenção de toda a crítica musical mundial. Foi escolhido no Festival Casals, dentre inúmeros candidatos das três Américas para dar o Recital Prêmio em Washington. Aos vinte anos estreou no Carnegie Hall, patrocinado por Eleanor Roosevelt. Tocou com as maiores orquestras norte-americanas e gravou a obra completa de Bach para piano. Foi ele quem inaugurou o Glenn Gould Memorial em Toronto.
João Carlos Martins viu-se por diversas vezes privado de seu contato com o piano. Em 1965, em um jogo treino da Portuguesa realizado no Central Park, Nova Iorque, ele foi convidado para integrar o time, mas teve uma queda, que perfurou seu braço direito na altura do cotovelo, atingindo o nervo ulnar, provocando atrofia em três dedos, obrigando-o a parar de tocar por um ano, tocou com dificuldade até os 30 anos. Voltou ao Brasil e tornou-se empresário de música e boxe por 7 anos, empresariando Eder Jofre, bicampeão mundial de boxe, fonte inspiradora de sua volta triunfal ao piano.
Voltou aos palcos, com muita dificuldade, e depois de longos períodos de fisioterapia, retornando a receber criticas positivas, e aclamado pelo público. Entretanto desenvolveu distúrbios osteomusculares relacionados ao trabalho (Dort), que o fez sair do palco mais de uma vez, e acabou se afastando novamente e começou sua fase de empresário ligado à política.
Ele, não desistindo da carreira musical, fez várias adaptações para continuar tocando, de 1979 a 1985, ele gravou dez primeiras gravações da obra de Bach, de vinte e uma, mesmo com todas as sequelas. Conseguiu recuperar o público, e gravar praticamente toda a obra de Bach.
Em 20 de maio de 1995, em um assalto, na cidade de Sófia, Bulgária, foi golpeado na cabeça com uma barra de ferro, provocando uma sequela neurológica que comprometeu o membro superior direito, teve que fazer trabalhos de reprogramação cerebral para conseguir movimentar a mão direita, voltou a tocar com as duas mãos, entretanto voltou a apresentar problemas no braço direito, e agora também na fala, teve que ser submetido a um novo procedimento cirúrgico, com isso ele grava seu último álbum com as duas mãos.
Em 2001, ele grava o álbum Só para Mão Esquerda, escrito por Maurice Ravel para Paul Wittgenstein que perdeu o membro direito na Primeira Guerra Mundial. A intenção era de gravar 8 álbuns apenas para a mão esquerda.

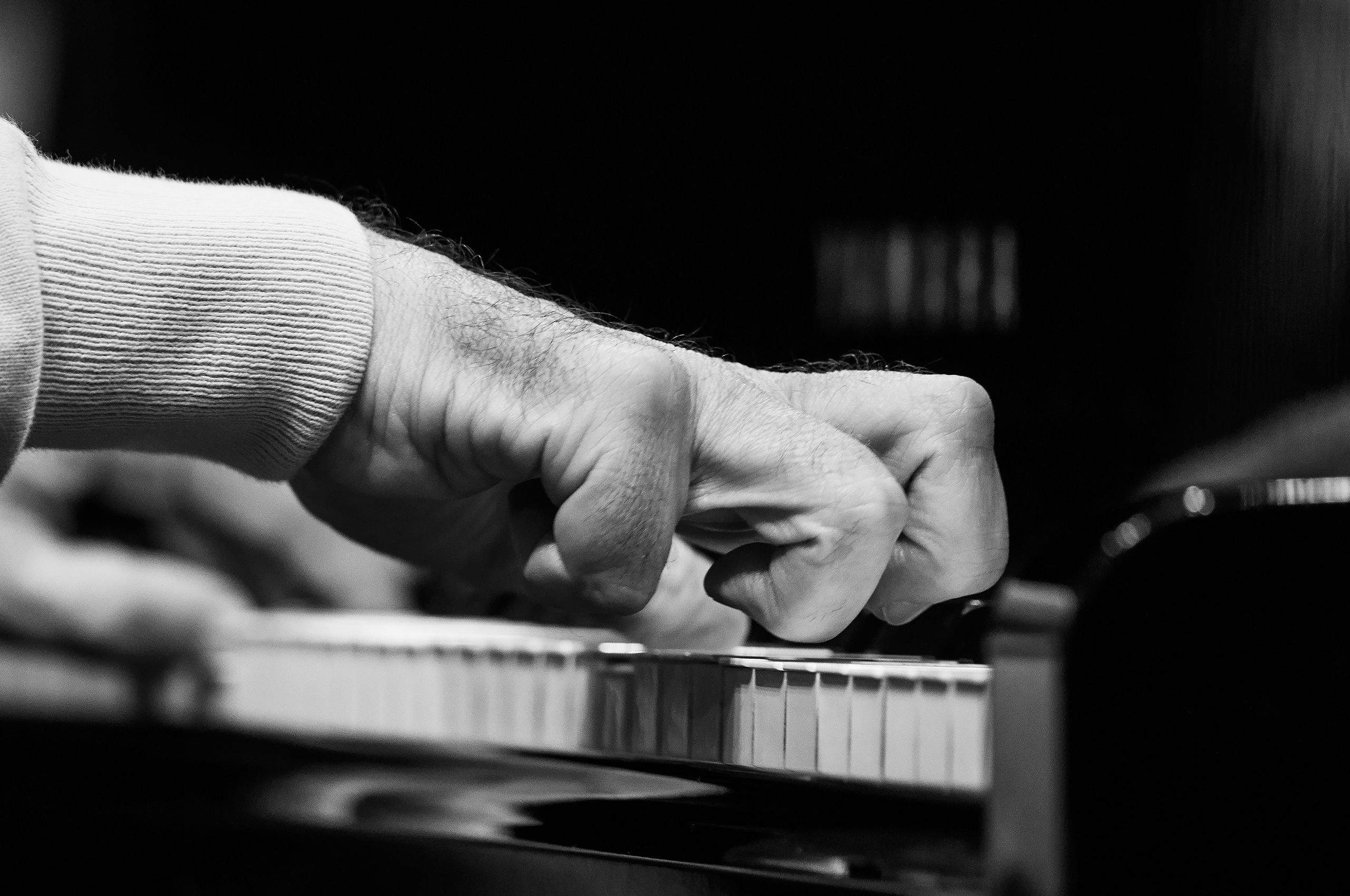
Mãos de Martins tocando em evento, São Bernardo do Campo, 2013

Entretanto, com o correr dos anos desenvolveu no membro superior saudável, o esquerdo, uma doença chamada contratura de Dupuytren, que provocada, além da própria contratura, o espessamento da fáscia palmar. Fora submetido de novo a um procedimento cirúrgico, que não impediu que perdesse os movimento da mão esquerda, inviabilizando tocar piano. Novamente teve que parar de tocar, e dessa vez acreditou seria para sempre.
| “ | Eu estava sem rumo, em 2003, já sabendo que não poderia mais tocar nem com a mão esquerda. Sonhei então, que estava tocando piano, com o Eleazar de Carvalho, que me dizia: — vem para cá, que eu vou te ensinar a reger. | ” |

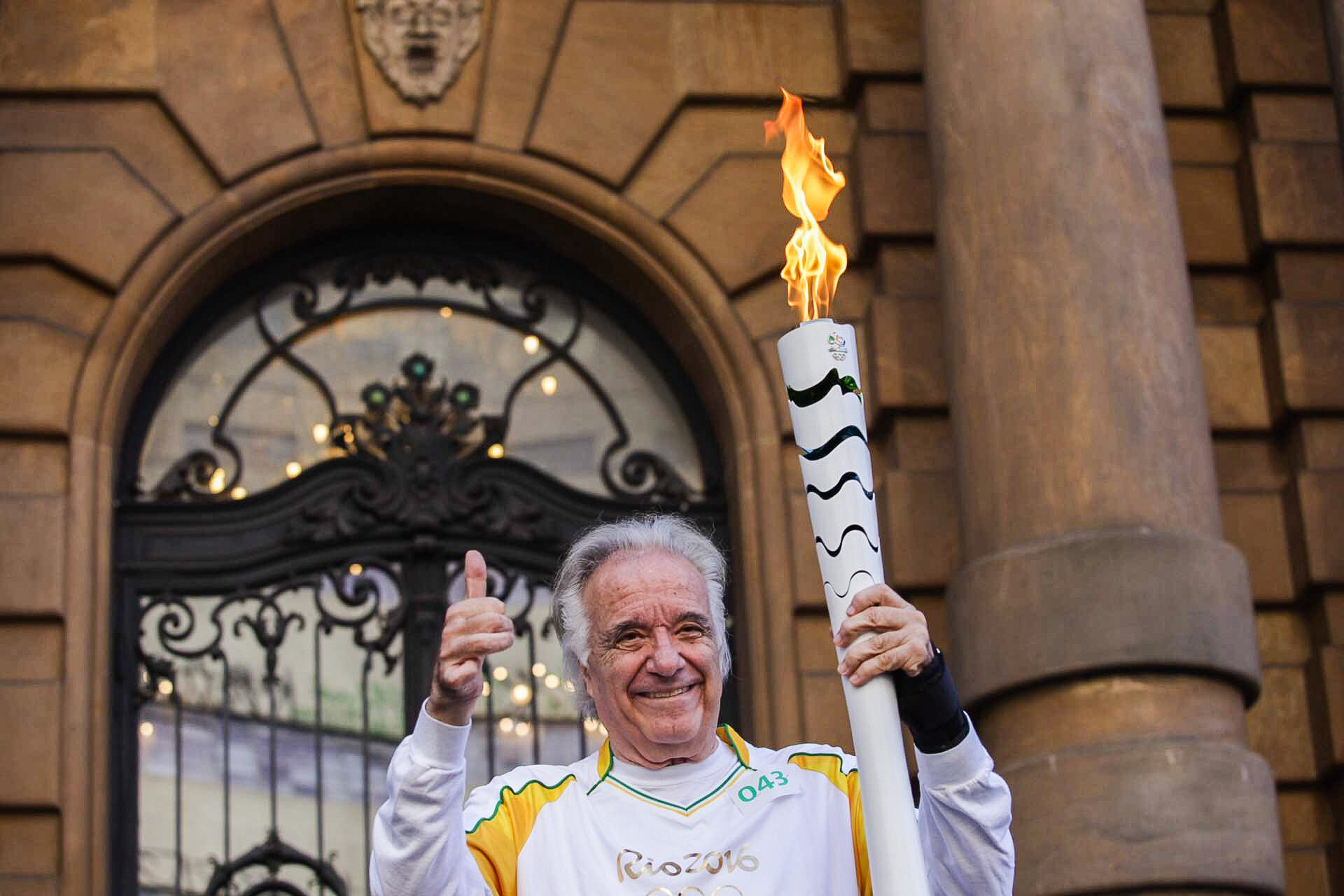
Sendo um dos revesadores da tocha olímpica em 2016.

Uma vez que, devido à dificuldade de coordenação dos movimentos de seus dedos, João Carlos é incapaz de segurar a batuta ou virar as páginas das partituras dos concertos (ao menos na velocidade que seria necessária para não causar interrupções na execução da música), o maestro faz um trabalho minucioso de memorizar nota por nota. Todas as músicas que rege precisam ser decoradas. Isso o faz memorizar uma média de 5 mil páginas de música por ano. Entretanto, começou a desenvolver distonia no membro superior esquerdo, que produzia movimentos involuntários, e o impediu momentaneamente de reger.
Em maio de 2004, esteve em Londres regendo a English Chamber Orchestra, uma das maiores orquestras de câmara do mundo, numa gravação dos seis Concertos Branndenburguenses de Johann Sebastian Bach e, já em dezembro, realizou a gravação das Quatro Suítes Orquestrais de Bach com a Bachiana Chamber Orchestra. Os dois primeiros CDs já foram lançados (lançamento internacional). Em fevereiro de 2004 o crítico inglês descreve na International Piano Magazine um episódio pitoresco que aconteceu na vida de João Carlos Martins, quando após um recital no Carnegie Hall, no final dos anos 60, recebeu uma recomendação de Salvador Dalí: "Diga a todos que você é o maior intérprete de Bach, algum dia vão acreditar. Faz muitos anos que digo ser o maior pintor do mundo e já há gente que acredita". O crítico termina dizendo que João Carlos Martins não teve que esperar tanto tempo.
Em 2007, ele, torcedor fanático da Associação Portuguesa de Desportos, toca o hino nacional brasileiro, no último jogo da temporada no estádio Dr. Oswaldo Teixeira Duarte lotado, quando a Portuguesa voltava para a série A do Campeonato Brasileiro.
Nos anos 90, ele foi proprietário da empresa Paubrasil Engenharia, que arrecadou doações de bancos e empreiteiras que financiaram ilegalmente campanhas eleitorais de Paulo Maluf para governador de São Paulo em 1990 e prefeito de São Paulo em 1992, além de vários outros candidatos a deputado federal e estadual. Nos livros contábeis da empresa, estavam registrados como destinos dos recursos vários partidos (PPR, partido de Maluf à época; PRN, do então presidente Fernando Collor; além de PTB, PL, PFL, PDT e PSDB) e políticos (dentre os mais conhecidos, José Maria Eymael, Gastone Righi e Beto Mansur, além de outros candidatos da base de Paulo Maluf). Entre doadores identificados, apareciam as construtoras Andrade Gutierrez, CBPO e Mendes Júnior. João Carlos Martins foi condenado também no mesmo processo, juntamente com seu outro sócio-proprietário Rubens Kaufman, por fraudes contábeis na empresa Entersa Construções e Empreendimentos Ltda. As fraudes intentavam ocultar da Receita Federal do Brasil as receitas e despesas da empresa. As condenações previstas em ambos os casos (multa e prisão) seriam revertidas em prestações de serviços. Em março de 2009 Martins e Kaufman foram condenados pela 2ª Turma do Tribunal Regional Federal da 3ª Região por crimes contra a ordem tributária, praticados quando eram sócios da Entersa Construções e Empreendimentos, cabendo recurso da decisão.
Foi homenageado pela escola de samba paulistana Vai-Vai com o enredo "A Música Venceu", tendo o maestro como destaque no último carro e em alguns momentos do desfile "regendo" a bateria da agremiação. A escola se tornaria campeã do carnaval de 2011.
Em 2012 ele se submeteu a uma cirurgia no cérebro para a implantação de dois eletrodos do cérebro, com um estimulador eletrônico no peito, para recuperar os movimentos da mão esquerda, atrofiada, já que estava com a distonia bem avançada, atingindo todo o braço e não abria a mão há 10 anos.
João Carlos realiza também, na Faculdade de Música na Faculdade da Amazônia (FAAM), um programa de introdução à música com jovens carentes.
Por ocasião da tradicional condecoração do Dia de Portugal, de Camões e das Comunidades Portuguesas (10 de Junho de 2014), foi feito Comendador da Ordem do Infante D. Henrique.
Em 07 de setembro de 2016 Martins executou o Hino Nacional Brasileiro durante a abertura dos Jogos paralímpicos de verão de 2016.
Em agosto de 2017 foi lançado o filme "João, o Maestro", produzido pela LC Barreto e dirigido por Mauro Lima. Interpretam João Carlos Martins os atores Davi Campolongo, na infância, Rodrigo Pandolfo, na juventude, e Alexandre Nero, na idade adulta.
Em 2020, voltou a tocar com as duas mãos, mas dessa vez com a ajuda de uma luva biônica graças a um projeto desenvolvido pelo designer industrial Ubiratan Bizarro Costa, em Sumaré, o fato ocorreu durante a comemoração dos 466 anos da cidade de São Paulo.
| “ | É a 1ª vez em 22 anos que coloco 10 dedos no teclado' | ” |

## Repercussão na mídia
João teve sua biografia traduzida em dois documentários internacionais.
O Die Martins Passion, documentário franco-alemão, vencedor de quatro festivais internacionais—FIPA d'Or 2004, Banff Rockie Award 2004; Centaur com o melhor documentário de longa-metragem, S. Petersburgo; Best Documentary Award, Pocono Mountains Film Festival, USA.O documentário franco-alemão sobre a sua vida - "Paixão segundo Martins" - já foi visto por mais de um milhão e meio de pessoas na Europa. Também já foi exibido em algumas oportunidades na TV aberta no Brasil, no caso a TV Cultura.
O outro é o documentário belga Réverie de 2006, esse tem um enfoque maior na carreira em detrimento da vida pessoal, como em Die.
Em 2017, estreou o longa-metragem biográfico João, O Maestro, dirigido por Mauro Lima.

## Entrevistas
Em 2017, João Martins forneceu uma entrevista ao Museu da Pessoa , em que descreve um dos momentos mais difíceis de sua vida, em que sofre um acidente nas mãos e nesse momento cogita deixar o mundo da música após receber críticas negativas.
"Ah, eu tive um acidente jogando futebol, uma pedra lesionou o meu nervo ulnar. Eu fui perdendo o movimento das mãos aos poucos. Aí fiz uma operação para a transposição do nervo ulnar. Vinte e cinco anos, 24. Comecei a tocar com dedeiras de aço. Aí, quantos concertos eu dei, tinha sangue nas teclas. Eu me entusiasmava demais, forçava a dedeira de aço até que... Aí já tinha me separado dela. Até que eu toco em Nova York e tenho uma crítica ruim. Eu falo para o meu empresário: “Se o New York Times sempre me elogiou tanto, e criticou, ele está certo. Eu vou voltar para o Brasil e nunca mais vou olhar para um piano”."— João Carlos Martins Em entrevista ao Museu da Pessoa

## Obras
- Livros
  - Saga das Mãos: A Impressionante Trajetória do Maestro e um dos Maiores Intérpretes de Bach, João Carlos Martins e Luciano Ubirajara Nassar, editora Campus, 2006, 106 páginas,[29] ISBN 853522307X
  - João de A a Z, João Carlos Martins, editora Sextante, 2006, 232 páginas,[30] ISBN 9788543108100
- Discos
  - 1994 Bach: The Well Tempered Clavier, Book 1
  - 1994 Bach: Six Partitas
  - 1996 The Complete Keyboard Works Of J.S. Bach On Concord Concerto: Vol. 2
  - 1996 The Complete Keyboard Works of J. S. Bach on Concord Concerto - The Sampler
  - 1996 Bach: Well-Tempered Clavier, Book 1
  - 1996 Vivaldi: The Four Seasons
  - 1996 The Complete Keyboard Works of J.S. Bach on Concord Concerto - **20 Pieces from the Note book of Anna Magdalena Bach
  - 1996 The Complete Keyboard Works Of J.S. Bach On Concord Concerto: Vol. 4
  - 1996 J. S. Bach/F. Chopin: The Preludes
  - 1996 Bach: The Two & Three Part Inventions
  - 1996 Bach: English Suites Nos. 4 & 5; Toccata in C minor; Fantasia in C minor
  - 1996 Bach: The Six Partitas, BWV 825-830
  - 1996 Bach: The English Suites, Nos. 1-3; Chromatic Fantasy & Fugue
  - 1996 Bach: Overture in the French Style; The French Suites
  - 1997 Bach for Christmas
  - 1997 Bach: 4 Toccatas, BWV 913-916; English Suite No.6 album review
  - 1998 Complete Keyboard Works of J.S. Bach, Vol. 15 album review
  - 1998 Complete Keyboard Works of J.S. Bach, Vol. 13 album review
  - 1998 Complete Keyboard Works of J.S. Bach, Vol. 14 album review
  - 1998 Bach: Fantasias, Preludes, Fugues And Fughettas
  - 1998 The Essential Bach-Selections From The Complete Edition Volumes 1-15
  - 1998 Bach: Concertos for Piano and Orchestra
  - 1998 The Complete Keyboard Works of Bach on Concord Concerto
  - 2000 Bach: The Well-Tempered Clavier, Book 1
  - 2002 Só Para Mão Esquerda
  - 2002 For the Left Hand, Vol. 1
  - 2005 J.S. Bach, Frederic Chopin: The Preludes
  - 2005 Orchestral Suites 1-4
  - 2005 Bach: Brandenburg Concertos (Complete)
  - 2005 Bach: The Goldberg Variations
  - 2005 Best of Bach
  - 2005 Bach: Orchestral Suites 1-4
  - 2005 Bach: The Well-Tempered Clavier 1
  - 2005 Bach for Christmas
  - 2005 Bach: The English Suites Nos. 1-3; Chromatic Fantasy & Fugue
  - 2006 Bach: Concertos for Piano & Orchestra
  - 2007 Paixões
  - Bach: Keyboard Concertos Nos. 2 & 4; Brandenburg Concerto No. 5
  - The Complete Keyboard Works of J.S. Bach, Vol. 6